# 緬因州第一國會選區
緬因州第一國會選區（英語：First Congressional District of Maine）是美国缅因州兩個聯邦國會選區之一，始於1820年，位於該州的南部海岸。
本區自創設以來，大致分為三個階段：1855年前大多數時間由民主黨所控制。此後至1935年以前皆為共和黨控制，此後屬兩黨爭持之局。目前當區眾議員為民主黨的切莉·品瑞。